# 戴夫·海厄特
戴夫·海厄特（英語：Dave Hyatt，1972年6月28日—）是一名美国软件设计师，自2002年7月15日起受雇于苹果公司，隶属于Safari网页浏览器和Webkit框架开发小组。海厄特是该小组的最早一批成员，参与了Safari测试版和1.0版的发布。他还是暗影狂奔游戏的作者。
加入苹果公司之前，海厄特于1997到2002年间就职于网景公司，参与Mozilla Application Suite网页浏览器的开发。在此期间，他创建了Camino浏览器（当时叫作Chimera），并且和布雷克·罗斯共同创立了Firefox（当时叫作Phoenix）项目。他是参与完善Chimera和Firefox功能的功臣之一。最早建立XBL和XUL标记语言规范的也是海厄特。
海厄特大学本科阶段就读于萊斯大學，毕业于伊利诺伊大学厄巴纳-香槟分校。
他曾经利用业余时间为一个角色扮演网站Shadowland Six开发了软件，现在已经不再维护；还为《暗影狂奔》社区开发了论坛和讨论服务器。他曾以自由作家的身份，参与了《暗影狂奔》出版材料的写作，包括Renraku Arcology: Shutdown和Brainscan这两本书。
海厄特还是W3C CSS工作组的活跃成员。他曾经担任HTML5的规范草案的编辑，直到2010年3月他辞职转向其他工作为止。